# 艾里珊·钟
艾里珊·钟（英語：Alexa Chung，1983年11月5日—），英国电视主持人、模特、网络名人、作家和时尚设计师。她著有《It》（2013）一书。其时尚品牌艾里珊·钟（alexachung），于2017年5月推出，後于2022年关闭。

## 早年生活
艾里珊出生在英格兰汉普郡的温彻斯特，她的父母是Gillian和Phillip。她的父亲有四分之三的华裔血统，而她的母亲是英国血统。在成长过程中，她养了一匹小马，并参加了舞蹈课程。艾里珊在当地的Perins School读完中学，然后在温彻斯特的彼得西蒙茲學院度过了高中阶段。她被伦敦国王学院录取，学习英语，并被切爾西藝術學院录取，学习艺术，但在16岁时，在参加读书节之前被一家模特经纪公司发掘。

## 生涯

### 模特兒
艾里珊在16歲時在讀書節的喜劇帳篷被發掘後開始模特兒生涯。她為青少年雜誌如Elle Girl和CosmoGIRL！模特兒，並為芬達、索尼移动通信、Sunsilk、Urban Outfitters和Tampax等公司工作。她出演了包括the Streets、西城男孩、Delta Goodrem、Reuben和霍莉·瓦兰丝在內的藝術家的音樂錄影帶，並在一個名為《Shoot Me》的劇本實境秀中飾演Jake，該節目於2005年在Fashion TV上播出。四年後，艾里珊退出模特兒行業，打算開始藝術基金會或時尚新聞學課程，因為她變得幻滅。她通過模特兒生涯發展出“扭曲的身體形象”和“低自尊”。
在成為電視名人後，艾里珊偶爾回歸模特兒行業。在2008年，她成為澳大利亞時尚品牌Antipodium SS 2008系列和樂施會道德時尚系列Revamped的代言人。2008年9月，艾里珊在倫敦時裝周的Vivienne Westwood Red Label 2009年春夏秀上走秀。在2009年初，她成為英國高街巨頭New Look的代言人。艾里珊隨後加入了倫敦的模特兒經紀公司Select Model Management，並於2009年4月與她的朋友Tennessee Thomas一起模特兒Wren的2009年度假系列。2009年7月，艾里珊轉投NEXT Model Management，成為DKNY Jeans的代言人。艾里珊成為韓國品牌MOGG 2010年春夏系列的代言人。2010年1月，她成為Pepe Jeans London 2010年春夏系列的主要模特兒，並在秋冬2010系列中重演了她的角色。她於2010年6月被宣布為拉科斯特的第一位名人代言人，出現在他們“Joy of Pink”香水的電視和印刷廣告活動中。2011年1月，艾里珊被宣布為義大利運動鞋品牌Superga的代言人，以紀念他們的100週年。2012年2月，她參加了設計師史黛拉·麥卡尼的倫敦時裝周秀，並在其中擔任了魔術師Hans Klok的賓客助手，進行了一系列包括懸浮和斬成兩半在內的魔術。

艾里珊在2014年秋季Tommy Hilfiger的系列中擔任客座編輯，並模特兒他們的服裝。艾里珊在2013年成為Longchamp的代言人，到2015年，她已經參與了該時尚品牌的第四個廣告活動。

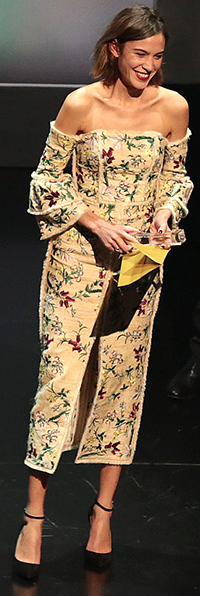
艾里珊在2015年英國時尚大獎上正被頒獎。

### 個人風格
艾里珊因其獨特的個人風格被多位時尚設計師視為靈感來源。她經常榮登最佳裝扮榜，是Vogue、Elle和Harper's Bazaar的常駐模特兒，經常出現在時裝秀的前排。
在2010年1月，手袋公司Mulberry推出了以她的名字命名和靈感創作的熱門手袋"亞歷克斯"。據《衛報》報導，光在2010年11月的一周內就售出了380個"亞歷克斯"手袋，該公司稱這款手袋的熱賣推動了當年在英國和國際門店的銷售增長。
在2010年2月，艾里珊與J.Crew's Madewell合作推出了一個女裝系列，該系列於紐約時裝周亮相。她還與Madewell合作推出了第二個系列，於2011年9月發布。
在2010年12月，Bryan Ferry代表英國時尚協會在倫敦薩沃伊劇院舉行的儀式上，向艾里珊頒發了英國風格獎，該獎項“表彰一位體現英國時尚精神並作為英國時尚的國際大使的個人”。在2011年、2012年和2013年的英國時尚大獎上，艾里珊贏得了英國風格獎，由公眾投票產生。在2015年，艾里珊與AG Jeans合作推出了兩個系列。

### 亞歷克斯·艾里珊
艾里珊於2017年5月推出了自己的時尚品牌「亞歷克斯·艾里珊」。該品牌在其官方網站上表示，其願景是「創造人們想要穿的衣服。結合巴黎的時尚與紐約的個性，以及非常英國的幽默感，靈感來自從珍·伯金的漫不經心到大衛·霍克尼的條紋毛衣的一切。」
在2022年3月，艾里珊宣布關閉「亞歷克斯·艾里珊」品牌，稱「過去幾年對小型獨立企業來說都是具挑戰性的，我們也不例外。」

### 電視主持
2006年4月，當時的模特艾里珊被提供了在Channel 4的音樂節目《Popworld》擔任聯合主持的工作，該節目以其不敬和尷尬風格的訪談而聞名。艾里珊和聯合主持Alex Zane還主持了一個名為《Popworld Radio》的每週廣播節目。隨後，艾里珊轉到Channel 4，在《Big Brother's Big Mouth》中客串主持，並在問答節目《8 out of 10 Cats》中擔任小組成員。她主持了多個T4 Movie Specials、4Music Specials、T4 Holiday Mornings以及T4對許多音樂節的報導。
2008年1月，艾里珊成為T4的四名主播之一。她主持了T4的《Vanity Lair》，這是一個調查“美”的實境節目。當這個節目在後來的一次訪談中提到時，“艾里珊舉起眉毛，表示尷尬”。除了在T4上的工作外，她還成為Channel 4早晨音樂節目《Freshly Squeezed》的長期主持人，該節目始於2007年9月。除了Channel 4的承諾外，艾里珊還主持了ITV1的系列節目《Get a Grip》（2007年）和BBC Three的《The Wall》（2008年）。2008年中期，艾里珊開始主持更多面向時尚的節目。她是Channel 4的“漫遊記者”《Gok's Fashion Fix》。在節目中，艾里珊與公眾一起試用最新的時尚趨勢，並訪問了Roberto Cavalli、卡爾·拉格斐、Jean Paul Gaultier、Margherita Missoni和Christian Lacroix等時尚設計師。她形容這是“幾乎是我的夢幻工作”。艾里珊還主持了T4的時尚和音樂節目《Frock Me》，與時尚設計師Henry Holland合作。她主持了Diesel U Music Awards和Elle Style Awards。2009年，艾里珊獲得了Elle Style獎最佳電視主持人和Glamour獎最佳電視主持人兩個獎項。
艾里珊於2009年4月離開Channel 4和英國，赴美發展事業。她為MTV主持了《It's On with 亞歷克斯 艾里珊》。這個每日直播節目被宣傳為《Total Request Live》的替代品，包括名人談話、現場音樂和與觀眾的在線互動。該節目於2009年12月被取消。她於2010年4月回到英國電視屏幕，主持了《Frock Me》的第二季。2010年10月，她開始主持《Gonzo With 亞歷克斯 艾里珊》，這是一個非正式的英國談話節目，之前由Zane Lowe主持，為MTV Rocks製作。2011年1月，她與Carson Daly和Natalie Morales一起主持NBC的“2011金球獎紅地毯特輯”。該現場節目包括與電視和電影明星的訪談，以及紅地毯上的時尚片段。艾里珊主持了2011年7月的iTunes Festival。艾里珊此後參與了《24 Hour Catwalk》的製作，擔任主持兼評委。2012年，艾里珊很快成為夜間音樂節目《Fuse News》的創始聯合主持人。2013年12月，宣布艾里珊將離開《Fuse News》專注於其他事業。2015年9月，艾里珊主持了“Vogue UK”的一個網絡紀錄片系列。
她於2019年5月推出了自己的YouTube頻道；在一份聲明中，她表示：“這是一個令人興奮的前景，因為我迫不及待地想通過一系列視頻分享未經過濾的原創內容，涵蓋時尚、藝術、旅行和其他各種事物。”
艾里珊與《Queer Eye》的Tan France一起擔任Netflix原創時尚競賽節目《Next In Fashion》的聯合主持，該節目於2020年1月29日首播。2020年6月，Netflix宣布取消該節目。

### 写作和經歷
艾里珊於2007年10月至2008年6月在英國女性雜誌《Company》撰寫了一個月度專欄。接著，她於2008年11月至2009年6月在英國《獨立報》上撰寫了一個名為《Girl About Town》和後來改為《New York Doll》的周報專欄。在2009年6月，她成為了英國《Vogue》的特約編輯。她曾經訪問過卡爾·拉格斐和Christopher Kane等設計師，並為該出版物撰寫了一篇關於凯特·阿普顿的封面故事。艾里珊的第一本書《It》於2013年9月5日發行。
從2009年到2010年，艾里珊是獨立樂隊The Stray的成員，與她的好友、模特Misty Fox一同參與，她被列為鍵盤手。

#### 出版物
- . Penguin Books. 2014. ISBN 9780143126768.

## 私生活
艾里珊於2003年至2006年與比她年長20歲的時尚攝影師David Titlow同居三年半。她與Arctic Monkeys主唱Alex Turner於2007年7月至2011年7月交往四年，兩人在倫敦及後來在紐約同居，艾里珊更在東村購置公寓。在2013年的一次採訪中，艾里珊表示Turner仍是她的「最好的朋友」。前情侶在2014年多次一同現身。她與演員亞歷山大·斯卡斯加德於2015年至2017年初約會。2016年，她回到倫敦推出自己的時裝品牌。
在2020年7月28日的Instagram帖子中，艾里珊透露她患有子宮內膜異位症，呼籲對這種疾病更多的關注。